# Achromadora ambigua
Achromadora ambigua är en rundmaskart som först beskrevs av Edmond Altherr 1938.  Achromadora ambigua ingår i släktet Achromadora och familjen Cyatholaimidae. Inga underarter finns listade i Catalogue of Life.